# Чемпіонат світу з легкої атлетики в приміщенні 2014
Чемпіонат світу з легкої атлетики в приміщенні 2014 відбувся 7-9 березня у Сопоті в «Ерґо Арені».
Про рішення щодо надання Сопоту права проведення світової першості було оголошено 11 листопада 2011.
За регламентом змагань, до участі у першості допускались спортсмени, які виповнили впродовж кваліфікаційного періоду встановлені нормативи та вимоги.

## Місце проведення

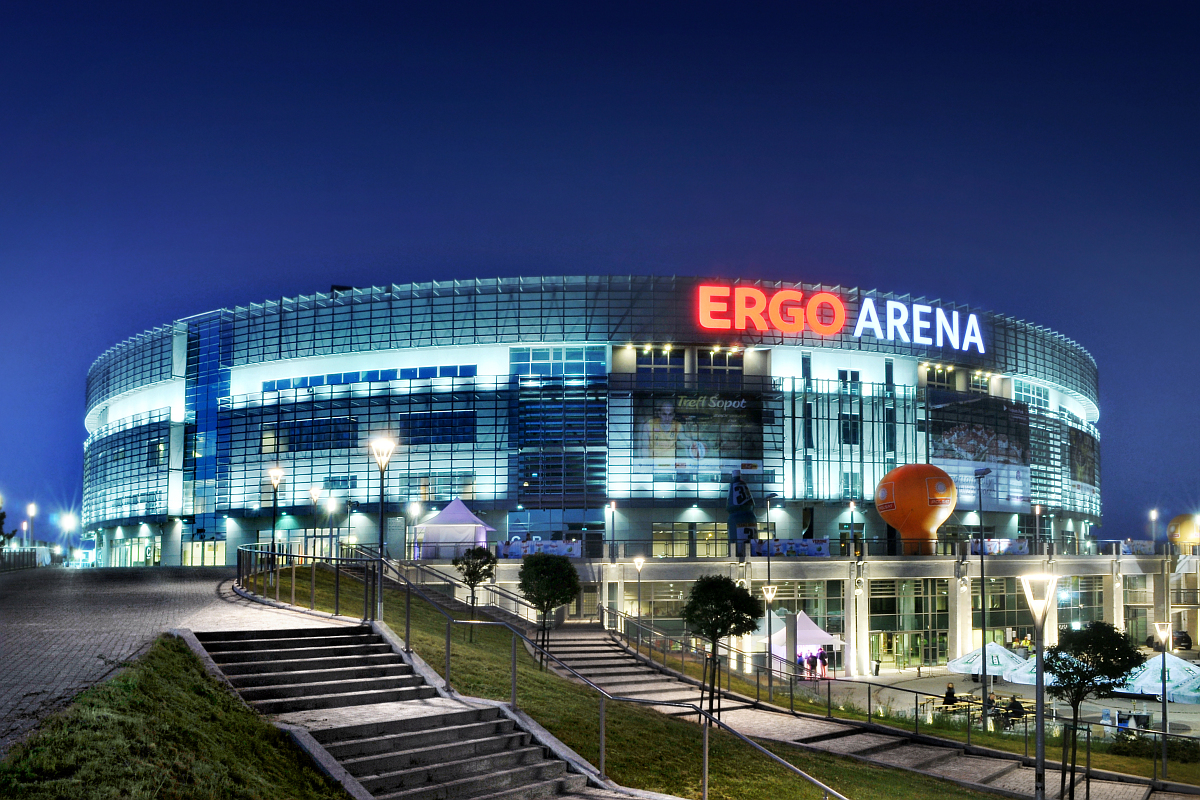
«Ерго Арена»

Чемпіонат відбувся у відкритому в 2010 спортивно-концертному комплексі «Ерґо Арена», розташованому на межі міст Сопота і Гданська. Під час чемпіонату комплекс був розрахований на 11 000 сидячих місць.
Для змагань в комплексі був встановлений 200-метровий, нахилений до середини, синій овал треку з шістьма доріжками виробництва компанії «Мондо». В центрі овалу були розміщені вісім доріжок для змагань з бігу на 60 метрів та аналогічної дистанції з бар'єрами. Відкриття треку (прогумована двошарова поверхня «Super X» завтовшки 13,5 мм), яке відбулось 16 лютого 2014, відвідало майже 6 000 осіб. Треки з аналогічною поверхнею використовувались на літніх Олімпійських іграх 2008 і 2012 років. По завершенні змагань трек розібрали та встановили для постійного використання на нещодавно побудованій критій арені в місті Торунь.

## Розклад
| З                                    | Забіги | К | Кваліфікація | ½ | Півфінали | Ф | Фінал |
| Р = ранкова сесія, В = вечірня сесія |        |   |              |   |           |   |       |

| Дата →       | 7 березня | 7 березня | 8 березня | 8 березня | 8 березня | 9 березня | 9 березня | 9 березня |
| Дисципліна ↓ | Р         | В         | Р         | В         | В         | Р         | В         | В         |
| 60 м         |           | З         |           | ½         | Ф         |           |           |           |
| 400 м        | З         | ½         |           | Ф         |           |           |           |           |
| 800 м        | З         |           |           |           |           |           | Ф         |           |
| 1500 м       | З         |           |           | Ф         |           |           |           |           |
| 3000 м       |           | З         |           |           |           |           | Ф         |           |
| 60 м з/б     |           |           |           | З         |           |           | ½         | Ф         |
| 4×400 м      |           |           | З         |           |           |           | Ф         |           |
| довжина      |           | К         |           | Ф         |           |           |           |           |
| потрійний    |           |           | К         |           |           |           | Ф         |           |
| висота       |           |           | К         |           |           |           | Ф         |           |
| жердина      |           |           |           | Ф         |           |           |           |           |
| ядро         | К         | Ф         |           |           |           |           |           |           |
| семиборство  | Ф         |           |           |           |           |           |           |           |

| Дата →       | 7 березня | 7 березня | 8 березня | 8 березня | 8 березня | 9 березня | 9 березня | 9 березня |
| Дисципліна ↓ | Р         | В         | Р         | В         | В         | Р         | В         | В         |
| 60 м         |           |           | З         |           |           |           | ½         | Ф         |
| 400 м        | З         | ½         |           | Ф         |           |           |           |           |
| 800 м        | З         |           |           |           |           |           | Ф         |           |
| 1500 м       |           | З         |           | Ф         |           |           |           |           |
| 3000 м       | З         |           |           |           |           |           | Ф         |           |
| 60 м з/б     |           | З         |           | ½         | З         |           |           |           |
| 4×400 м      |           |           | З         |           |           |           | Ф         |           |
| довжина      |           |           | К         |           |           |           | Ф         |           |
| потрійний    | К         |           |           | Ф         |           |           |           |           |
| висота       | К         |           |           | Ф         |           |           |           |           |
| жердина      |           |           |           |           |           |           | Ф         |           |
| ядро         |           |           | К         | Ф         |           |           |           |           |
| п'ятиборство | Ф         |           |           |           |           |           |           |           |

## Призери

### Чоловіки
| Дисципліни            | Золото                                                                                                | Золото      | Срібло                                                                                       | Срібло   | Бронза                                                                                                  | Бронза      |
| --------------------- | --- | ----------- | -------------------------------------------------------------------------------------------- | -------- | --- | ----------- |
| 60 метрів             | Річард Кілті Велика Британія                                                                          | 6,49 PB     | Марвін Брейсі США                                                                            | 6,51     | Фемі Огуноде Катар                                                                                      | 6,52        |
| 400 метрів            | Павел Маслак Чехія                                                                                    | 45,24 NIR   | Кріс Браун Багамські Острови                                                                 | 45,58 PB | Кайл Клемонс США                                                                                        | 45,74       |
| 800 метрів            | Мохаммед Аман Ефіопія                                                                                 | 1.46,40     | Адам Кщот Польща                                                                             | 1.46,76  | Ендрю Осагі Велика Британія                                                                             | 1.47,10     |
| 1500 метрів           | Аянлех Сулейман Джибуті                                                                               | 3.37,52     | Аман Воте Ефіопія                                                                            | 3.38,08  | Абдалааті Ігідер Марокко                                                                                | 3.38,21     |
| 3000 метрів           | Калеб Ндіку Кенія                                                                                     | 7.54,94     | Бернард Лагат США                                                                            | 7.55,22  | Деджен Гебремескел Ефіопія                                                                              | 7.55,39     |
| 60 метрів з бар'єрами | Омо Осаге США                                                                                         | 7,45 WL     | Паскаль Мартіно-Лагард Франція                                                               | 7,46     | Гарфільд Дар'ян Франція                                                                                 | 7,47 PB     |
| 4×400 метрів          | СШАКайл Клемонс Девід Вербург Кайнд Батлер III Келвін Сміт Клейтон Перрос (забіг) Рікі Бабіно (забіг) | 3.02,13 WIR | Велика БританіяКонрад Вільямс Джеймі Бові Люк Леннон-Форд Найджел Лівайн Майкл Бінем (забіг) | 3.03,49  | ЯмайкаЕррол Нолан Аллодін Фозергілл Акім Гаунтлетт Едіно Стіл Дейн Гаятт (забіг) Джермейн Браун (забіг) | 3.03,69 NIR |
| Стрибки у висоту      | Мутаз Есса Баршим Катар                                                                               | 2,38 AIR    | Іван Ухов Росія                                                                              | 2,38     | Андрій Проценко Україна                                                                                 | 2,36 PB     |
| Стрибки з жердиною    | Константінос Філіппідіс Греція                                                                        | 5,80 SB     | Мальте Мор Німеччина                                                                         | 5,80     | Ян Кудлічка Чехія                                                                                       | 5,80 PB     |
| Стрибки в довжину     | Мауру Вінісіус да Сілва Бразилія                                                                      | 8,28 NIR    | Лі Цзиньчже КНР                                                                              | 8,23 SB  | Мішель Торнеус Швеція                                                                                   | 8,21 SB     |
| Потрійний стрибок     | Люкман Адамс Росія                                                                                    | 17,37 WL    | Ернесто Реве Куба                                                                            | 17,33    | Педро Пічардо Куба                                                                                      | 17,24       |
| Штовхання ядра        | Раян Вайтінг США                                                                                      | 22,05       | Давід Шторль Німеччина                                                                       | 21,79 SB | Томас Волш Нова Зеландія                                                                                | 21,26 AIR   |
| Семиборство           | Ештон Ітон США                                                                                        | 6632 WL     | Андрій Кравченко Білорусь                                                                    | 6303 NIR | Томас ван дер Платсен Бельгія                                                                           | 6259 NIR    |

### Жінки
| Дисципліни            | Золото | Золото          | Срібло | Срібло      | Бронза                                                                                          | Бронза      |
| --------------------- | --- | --------------- | --- | ----------- | ----------------------------------------------------------------------------------------------- | ----------- |
| 60 метрів             | Шеллі-Енн Фрейзер-Прайс Ямайка                                                                                   | 6,98 WL         | Мюріель Ауре Кот-д'Івуар                                                                                   | 7,01 SB     | Тіанна Бартолетта США                                                                           | 7,06 SB     |
| 400 метрів            | Франсена Маккорорі США                                                                                           | 51,12           | Каліс Спенсер Ямайка                                                                                       | 51,54 PB    | Шона Міллер Багамські Острови                                                                   | 52,06       |
| 800 метрів            | Шанель Прайс США                                                                                                 | 2.00,09 WL      | Ангеліка Ціхоцька Польща                                                                                   | 2.00,45     | Марина Арзамасова Білорусь                                                                      | 2.00,79 PB  |
| 1500 метрів           | Абеба Арегаві Швеція                                                                                             | 4.00,61         | Аксумавіт Ембає Ефіопія                                                                                    | 4.07,12 PB  | Ніколь Сіфуентес Канада                                                                         | 4.07,61 NIR |
| 3000 метрів           | Гензебе Дібаба Ефіопія                                                                                           | 8.55,04         | Геллен Обірі Кенія                                                                                         | 8.57,72     | Мар'ям Юсуф Джамал Бахрейн                                                                      | 8.59,16     |
| 60 метрів з бар'єрами | Ніа Алі США | 7,80 PB         | Саллі Пірсон Австралія                                                                                     | 7,85        | Тіффані Портер Велика Британія                                                                  | 7,86 SB     |
| 4×400 метрів          | СШАНаташа Гастінгс Джоанна Аткінс Франсена Маккорорі Кассандра Тейт Джернейл Геєс (забіг) Моніка Гаргрув (забіг) | 3.24,83 WL      | ЯмайкаПатрісія Голл Аннейша Маклафлін Каліс Спенсер Стефані-Енн Макферсон Верон Чамберс Натоя Гуле (забіг) | 3.26,54 NIR | Велика БританіяЕйлід Чайлд Шейна Кокс Маргарет Адеоє Крістін Огуруоґу Вікторія Огуруоґу (забіг) | 3.27,90     |
| Стрибки у висоту      | Марія Кучина РосіяКаміла Ліцвінко Польща                                                                         | 2,00 SB2,00 NIR | не вручалась                                                                                               |             | Рут Бейтья Іспанія                                                                              | 2,00 SB     |
| Стрибки з жердиною    | Яріслей Сілва Куба                                                                                               | 4,70            | Анжеліка Сидорова РосіяЇржина Свободова Чехія                                                              | 4,70        | не вручалась                                                                                    |             |
| Стрибки в довжину     | Елюаз Лесер Франція                                                                                              | 6,85            | Катаріна Джонсон-Томпсон Велика Британія                                                                   | 6,81 PB     | Івана Шпанович Сербія                                                                           | 6,77        |
| Потрійний стрибок     | Катерина Конєва Росія                                                                                            | 14,46           | Ольга Саладуха Україна                                                                                     | 14,45       | Кімберлі Вільямс Ямайка                                                                         | 14,39 SB    |
| Штовхання ядра        | Валері Адамс Нова Зеландія                                                                                       | 20,67 WL        | Крістіна Шваніц Німеччина                                                                                  | 19,94       | Ґун Ліцзяо КНР                                                                                  | 19,24 SB    |
| П'ятиборство          | Надін Брурсен Нідерланди                                                                                         | 4830 WL NIR     | Бріанна Тейсен-Ітон Канада                                                                                 | 4768 NIR    | Аліна Фьодорова Україна                                                                         | 4724 PB     |

## Медальний залік
| Місце                | Країна               | Золото | Срібло | Бронза | Загалом |
| -------------------- | -------------------- | ------ | ------ | ------ | ------- |
| 1                    | США                  | 8      | 2      | 2      | 12      |
| 2                    | Росія                | 3      | 2      | 0      | 5       |
| 3                    | Ефіопія              | 2      | 2      | 1      | 5       |
| 4                    | Велика Британія      | 1      | 2      | 3      | 6       |
| 5                    | Ямайка               | 1      | 2      | 2      | 5       |
| 6                    | Польща               | 1      | 2      | 0      | 3       |
| 7                    | Куба                 | 1      | 1      | 1      | 3       |
| 7                    | Франція              | 1      | 1      | 1      | 3       |
| 7                    | Чехія                | 1      | 1      | 1      | 3       |
| 10                   | Кенія                | 1      | 1      | 0      | 2       |
| 11                   | Катар                | 1      | 0      | 1      | 2       |
| 11                   | Нова Зеландія        | 1      | 0      | 1      | 2       |
| 11                   | Швеція               | 1      | 0      | 1      | 2       |
| 14                   | Бразилія             | 1      | 0      | 0      | 1       |
| 14                   | Греція               | 1      | 0      | 0      | 1       |
| 14                   | Джибуті              | 1      | 0      | 0      | 1       |
| 14                   | Нідерланди           | 1      | 0      | 0      | 1       |
| 18                   | Німеччина            | 0      | 3      | 0      | 3       |
| 19                   | Україна              | 0      | 1      | 2      | 3       |
| 20                   | Багамські Острови    | 0      | 1      | 1      | 2       |
| 20                   | Білорусь             | 0      | 1      | 1      | 2       |
| 20                   | КНР                  | 0      | 1      | 1      | 2       |
| 20                   | Канада               | 0      | 1      | 1      | 2       |
| 24                   | Австралія            | 0      | 1      | 0      | 1       |
| 24                   | Кот-д'Івуар          | 0      | 1      | 0      | 1       |
| 26                   | Іспанія              | 0      | 0      | 1      | 1       |
| 26                   | Бахрейн              | 0      | 0      | 1      | 1       |
| 26                   | Бельгія              | 0      | 0      | 1      | 1       |
| 26                   | Марокко              | 0      | 0      | 1      | 1       |
| 26                   | Сербія               | 0      | 0      | 1      | 1       |
| Загалом (30 збірних) | Загалом (30 збірних) | 27     | 26     | 25     | 78      |

## Країни-учасниці
- Албанія (1)
- Американське Самоа (1)
- Андорра (1)
- Ангілья (1)
- Антигуа і Барбуда (1)
- Аргентина (1)
- Вірменія (1)
- Аруба (1)
- Австралія (3)
- Австрія (2)
- Азербайджан (1)
- Багамські Острови (11)
- Бахрейн (2)
- Білорусь (8)
- Бельгія (4)
- Болівія (1)
- Боснія і Герцеговина (1)
- Бразилія (7)
- Британські Віргінські Острови (1)
- Болгарія (2)
- Канада (9)
- Чилі (1)
- КНР (12)
- Китайський Тайбей (1)
- Коморські Острови (1)
- Республіка Конго (1)
- Острови Кука (1)
- Коста-Рика (1)
- Хорватія (3)
- Куба (6)
- Кіпр (1)
- Чехія (8)
- Данія (2)
- Джибуті (2)
- Домініка (1)
- Домініканська Республіка (3)
- Єгипет (1)
- Екваторіальна Гвінея (1)
- Естонія (2)
- Ефіопія (9)
- Фінляндія (3)
- Франція (7)
- Французька Полінезія (1)
- Габон (1)
- Грузія (1)
- Німеччина (20)
- Гана (1)
- Гібралтар (1)
- Велика Британія (32)
- Греція (5)
- Гренада (1)
- Гуам (1)
- Гаяна (2)
- Гаїті (1)
- Гондурас (1)
- Гонконг (1)
- Угорщина (2)
- Ісландія (2)
- Іран (2)
- Ірак (1)
- Ірландія (5)
- Ізраїль (1)
- Італія (12)
- Кот-д'Івуар (1)
- Ямайка (22)
- Японія (5)
- Казахстан (4)
- Кенія (7)
- Кувейт (1)
- Киргизстан (1)
- Латвія (1)
- Ліван (1)
- Литва (1)
- Люксембург (1)
- Макао (1)
- Північна Македонія (1)
- Мадагаскар (1)
- Мальта (1)
- Маршаллові Острови (1)
- Маврикій (1)
- Мексика (1)
- Федеративні Штати Мікронезії (1)
- Молдова (1)
- Монако (1)
- Марокко (6)
- Науру (1)
- Нідерланди (12)
- Нова Зеландія (5)
- Нікарагуа (1)
- Нігерія (11)
- Північні Маріанські Острови (1)
- Норвегія (1)
- Оман (1)
- Пакистан (1)
- Палестина (1)
- Панама (2)
- Папуа Нова Гвінея (1)
- Парагвай (1)
- Перу (1)
- Польща (35)
- Португалія (3)
- Пуерто-Рико (1)
- Катар (4)
- Румунія (8)
- Росія (36)
- Сент-Кіттс і Невіс (2)
- Сент-Люсія (1)
- Сент-Вінсент і Гренадини (1)
- Самоа (1)
- Сан-Марино (1)
- Сенегал (1)
- Сербія (2)
- Сейшельські Острови (1)
- Сінгапур (1)
- Словаччина (2)
- Словенія (4)
- Сомалі (1)
- ПАР (6)
- Іспанія (11)
- Судан (1)
- Есватіні (1)
- Швеція (7)
- Швейцарія (1)
- Таджикистан (1)
- Туреччина (3)
- Україна (19)
- ОАЕ (2)
- США (48)
- Американські Віргінські Острови (2)
- Уругвай (1)
- Узбекистан (2)
- Замбія (1)
- Зімбабве (2)